# Miodrag Belodedici
Miodrag Belodedici (Belodedić) (ur. 20 maja 1964 w miejscowości Socol w Okręgu Caraș-Severin) – piłkarz rumuński grający na pozycji obrońcy.
Belodedici pochodzi z serbskiej rodziny. Urodził się w małej miejscowości tuż przy granicy z Serbią. W piłkę zaczął grać w 1978 roku w małym klubie o nazwie Minerul Moldova Nouă. W 1981 roku został powołany do reprezentacji juniorskiej i wówczas trafił do klubu Luceafărul Bukareszt. Rok później prezydent Steauy Bukareszt Ion Alecsandrescu zainteresował się Belodedicim i sprowadził go do drużyny.
W 1. lidze rumuńskiej, w zespole Steauy, Beldodedici zadebiutował 5 marca 1983 roku w wygranym 3:1 meczu z Politehnica Iași. Grał na pozycji stopera i szybko wprowadził się do pierwszego zespołu – niedługo potem stał się graczem podstawowej jedenastki. Ze Steauą zdobył 4 tytuły Mistrza Rumunii (1985, 1986, 1987 i 1988) oraz Puchar Mistrzów w 1986 roku, kiedy to po wspaniałym meczu Mistrz Rumunii pokonał Barcelonę w rzutach karnych, a także Superpuchar Europy (1987).
W 1988 z powodu prześladowań przez Securitate Belodedici uciekł z Rumunii do sąsiedniej Serbii i koniecznie chciał grać w zespole Crvenej Zvezdy Belgrad. Jednak z początku prezydent tego klubu nie był zainteresowany Belodedicim. Serbski Przyjaciel Miodraga zaproponował mu grę w Partizanie Belgrad, jednak Belodedici od dziecka był kibicem Czerwonej Gwiazdy i chciał grać tylko tam. W końcu udało się przekonać prezydenta Crvenej Zvezdy, gdyż w klubie zaczęło brakować obrońców i Belodedici podpisał kontrakt z tym zespołem. Jednakże przez rok mógł grać jedynie w sparingach, gdyż rumuński komunistyczny reżim sfałszował kontrakt i UEFA zawiesiła Belodediciego na rok. Sam Ceaușescu skazał Belodediciego na 10 lat więzienia. W 1989 roku reżim upadł i Belodedici mógł swobodnie wracać do ojczyzny. Z zespołem Crvenej Zvezdy zdobył 2 tytuły Mistrza Jugosławii (1990 i 1991), drugi w karierze Puchar Mistrzów w roku 1991 (po wygranym 5:3 w karnych meczu z Olympique Marsylia) oraz Puchar Interkontynentalny w tym samym roku.
Lata 1992–1996 to gra w Hiszpanii. Belodedici zaliczył wówczas takie kluby jak Valencia CF, Real Valladolid oraz Villarreal CF. W 1996 roku wyjechał do Meksyku by grać w zespole Atlante FC. Na końcowe lata kariery powrócił do ojczyzny i w latach 1998–2001 grywał jeszcze w zespole Steauy, by latem 2001 zakończyć piłkarską karierę.
W reprezentacji Rumunii Belodedici zadebiutował 31 lipca 1984 roku w wygranym 1:0 meczu z reprezentacją Chin. Reprezentował Rumunię na Mistrzostwach Świata w 1994, a także Euro 96 oraz Euro 2000. Ogółem w reprezentacji rozegrał 55 meczów i zdobył 5 bramek. Ze względu na czyste i ładne dla kibiców interwencje w obronie nosił boiskowy przydomek Jeleń.
Obecnie Belodedici pracuje w Rumuńskiej Federacji Piłkarskiej, gdzie jest koordynatorem do spraw narodowych drużyn juniorów.

## Kariera
| Sezon   | Klub                     | Kraj       | Rozgrywki                            | Mecze | Bramki |
| ------- | ------------------------ | ---------- | ------------------------------------ | ----- | ------ |
| 1982/83 | Steaua Bukareszt         | Rumunia    | Divizia A                            | 17    | 0      |
| 1983/84 | Steaua Bukareszt         | Rumunia    | Divizia A                            | 20    | 0      |
| 1984/85 | Steaua Bukareszt         | Rumunia    | Divizia A                            | 25    | 3      |
| 1985/86 | Steaua Bukareszt         | Rumunia    | Divizia A                            | 32    | 2      |
| 1986/87 | Steaua Bukareszt         | Rumunia    | Divizia A                            | 32    | 5      |
| 1987/88 | Steaua Bukareszt         | Rumunia    | Divizia A                            | 31    | 3      |
| 1988/89 | Steaua Bukareszt         | Rumunia    | Divizia A                            | 17    | 5      |
| 1989/90 | FK Crvena zvezda Belgrad | Jugosławia | 1.liga Jugosławii                    | 0     | 0      |
| 1990/91 | FK Crvena zvezda Belgrad | Jugosławia | 1.liga Jugosławii                    | 34    | 1      |
| 1991/92 | FK Crvena zvezda Belgrad | Jugosławia | 1.liga Jugosławii                    | 15    | 1      |
| 1992/93 | Valencia CF              | Hiszpania  | Primera División                     | 20    | 0      |
| 1993/94 | Valencia CF              | Hiszpania  | Primera División                     | 29    | 0      |
| 1994/95 | Real Valladolid          | Hiszpania  | Primera División                     | 31    | 0      |
| 1995/96 | Villarreal CF            | Hiszpania  | Segunda División                     | 16    | 2      |
| 1996/97 | Atlante FC               | Meksyk     | Primera División de México           | 37    | 1      |
| 1997/98 | Atlante FC               | Meksyk     | Primera División de México           | 36    | 1      |
| 1998/99 | Steaua Bukareszt         | Rumunia    | Divizia A                            | 27    | 2      |
| 1999/00 | Steaua Bukareszt         | Rumunia    | Divizia A                            | 20    | 0      |
| 2000/01 | Steaua Bukareszt         | Rumunia    | Divizia A                            | 14    | 1      |
|         |                          |            | Łącznie w Divizia A                  | 235   | 21     |
|         |                          |            | Łącznie w 1.lidze Jugosławii         | 49    | 2      |
|         |                          |            | Łącznie w Primera División de México | 73    | 2      |
|         |                          |            | Łącznie w Primera División           | 80    | 0      |